# Creu Hanseàtica
La Creu Hanseàtica (alemany: Hanseatenkreuz) era una condecoració de les ciutats hanseàtiques de Bremen, Hamburg i Lübeck, que eren membres de l'Imperi Alemany durant la I Guerra Mundial. Cadascuna de les ciutats van establir la seva pròpia versió de la creu, però el disseny i els criteris de concessió eren similars per a les tres.
Era atorgada per mèrits de guerra, i podia ser atorgada a civils tant com a militars. Quan era atorgada per valentia o mèrits de guerra, era l'equivalent de les tres ciutats a la Creu de Ferro prussiana.
Va ser instituïda conjuntament per acord dels senats de les tres ciutats, cadascun ratificant-la en dies diferents. La versió de Lübeck va ser la primera, el 21 d'agost de 1915. La versió d'Hamburg va ser aprovada el 10 de setembre i la de Bremen el 14.
La Creu Hanseàtica de Bremen va ser atorgada unes 20.000 vegades, la d'Hamburg unes 50.000 (Hamburg és la ciutat més gran de les tres), i la de Lübeck (la ciutat més petita) només va ser atorgada entre 8.000 i 10.000 vegades.

## Disseny
Una creu pattée platejada coberta d'esmalt vermell. Al centre hi un medalló, amb l'escut de cadascuna de les ciutats. El revers és idèntic per totes les versions, amb la inscripció "FÜR VERDIENST IM KRIEGE" ("Pel mèrit en guerra") i la data "1914".
Penja d'una cinta, cadascuna segons el disseny de les seves banderes i escuts. La de Bremen és blanc amb 4 franges vermelles; la d'Hamburg és vermell amb una franja blanca al mig, les tres de la mateixa amplada; i la de Lübeck són dues franges de la mateixa amplada, en vermell i blanc.